# Amaxia osmophora
Amaxia osmophora là một loài bướm đêm thuộc phân họ Arctiinae, họ Erebidae.